# Рыбниковское

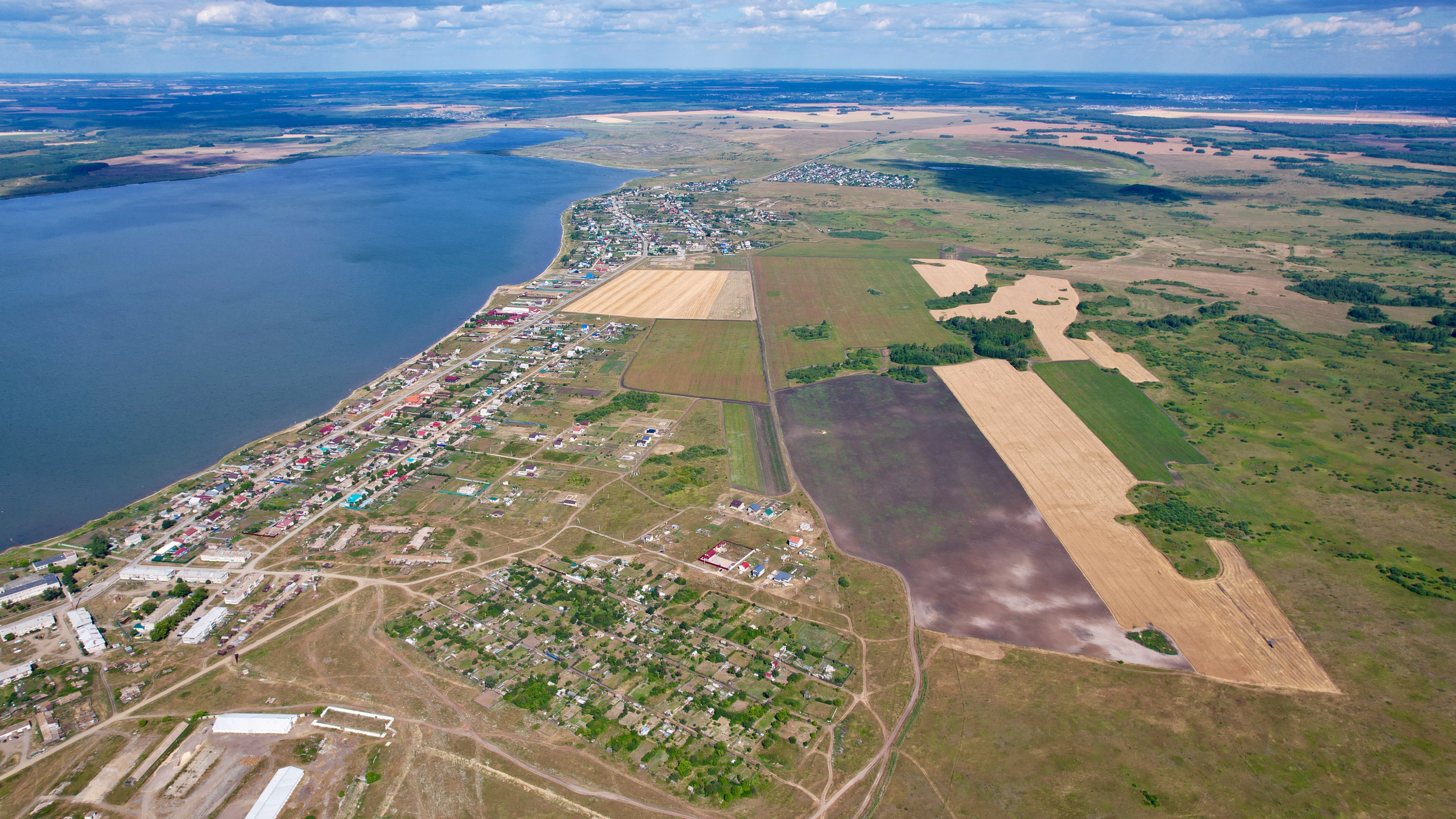
Вид с высоты

Рыбниковское — село в Каменском районе Свердловской области, на границе с Челябинской областью, Россия. Входит в Каменский муниципальный округ.
Ранее было центром Рыбниковского сельсовета Каменского района.

## География
Село Рыбниковское расположено вдоль восточного и южного берегов озера Большой Сунгуль и северного берега Червяного озера. К западу от села находится озеро Тыгиш. На северо-востоке село Рыбниковское граничит с деревней Богатёнковой. Село находится в 15 километрах (в 17 километрах по автодороге) на юго-запад от города Каменска-Уральского и в 80 километрах на юго-восток (в 93 километрах по автодорогам) от города Екатеринбурга. В окрестностях села находится ботанико-геоморфологический памятник природы — Озеро Малое, низинное осоко-тростниковое болото площадью 1,6 квадратных километров.
По Червяному озеру проходит граница Свердловской и Челябинской областей. Со стороны Челябинской области, на противоположном (южном) берегу озера, расположена деревня Москвина.

## История
По преданию, селение основал Рыбников, крепостной крестьянин из Центральной России, который поселился «на берегу озера Сунгула», где прежде и после долгое время кочевали татары. Село Рыбниковское впервые упомянуто в документах 1682 года, как входящее в приход села Колчедан. Деревня Рыбниково нанесена на карту Афанасия Кичигина в 1734 году. Это первое официальное уральское картографирование.
В 1774 году на рыбниковских полях произошло два крупных сражения между царскими войсками и пятитысячной армией пугачёвцев, состоящих из крестьян Белоярки, Логинова, Колчедана, Рыбникова и добровольцев из других деревень. Восставших вёл за собой богатенковский староста Самсон Максимов, пугачёвский полковник, также к ним примкнули рабочие Каменского завода под руководством каменцев Пономарёва и Янина. 4 марта пугачёвцы под руководством Ивана Белобородова, прискакавшего в Рыбниково и принявшего командование на себя, разбили полк Фишера (Регулярные войска), 8 марта сами были им разбиты и разбежались.
В первое время своего существования деревня Рыбникова преемственно принадлежала к приходам — Колчеданскому, Щербаковскому и Шаблишскому. В 1816 году рыбниковцы заложили свой храм, и с 1820 года деревня стала селом. Приход состоял из села и деревень: Богатенковой, Комаровой и Гашенёвой. Но в 1876 году две последние деревни отделились во вновь открытый Барабановский приход.
Церковно-приходские школы в деревне Богатёнковой и селе Рыбникове появились в 1896—1897 годах. В 1903 году в селе и деревне проживали 1198 мужчин и 1188 женщин. В 1916 году село относилось к Щербаковской волости. Все жители были русскими, занимались хлебопашеством, а в зимнее время уходили в Каслинский завод и рабочими от арендатора для ловли рыбы неводами в озёрах. 
До расселения русских в местных краях жили башкиры. Об этом свидетельствует названия озёр Сунгуль, Тыгиш. Так Сунгуль переводится: «су» — вода, «гуль» — испорченное башкирское «куль» — озеро (по другой версии «Сун»- камень, «Гуль»- цветок). Ранее по соседству была деревня Четыркино (название от слов «чет» — мера малая, «ир» земля) — переселена в 1957—1959 годах в село Большебрусянское Белоярского района.

### Советский период
До революции озеро Сунгуль отдавалось в аренду сысертским заводовладельцам.
В Рыбникове господствовали купец И. Младенов, поп М. Богомолов, кулаки Ф. П. Ерыкалов, К. П. Бунтовских. С 7 на 8 марта они 1918 года подняли восстание в Рыбникове против Советов и убили первого председателя сельсовета, красногвардейца Дмитриева Ивана Леонтьевича и красноармейца Алексея. Об этом хорошо рассказано у П. П. Бажова в главе «Руки врага» книги «Бойцы первого призыва». Из Каменского завода на подавление восстания прибыли 7 милиционеров, и, когда подошёл отряд красногвардейцев из Камышлова 47 рабочих во главе с бывшим солдатом Яковлевым, совместно 10 марта они разгромили антибольшевистское восстание. В состав первого сельсовета, избранного впервые 23 февраля 1918 года, входил председатель Дмитриев Иван Леонтьевич, членами были Фёдоров Иван Васильевич, Запивалов Леонтий Николаевич.
В 1928 году Рыбниковское входило в Рыбинковский сельсовет Каменского района Шадринского округа Уральской области. 29 ноября 1930 года 16 хозяйств деревни Четыркиной образовали колхоз имени Пушкина. В 1956 году из мелких колхозов Рыбниковского, Тыгишского, Переборского и Смолинского Советов возник укрупнённый «Путь к коммунизму», который в 1960 году реорганизован в совхоз «Родина».
В 1950 году озеро Сунгуль было зарыблено, институт рыбного хозяйства, Свердловская рыбстанция и колхоз спустили в озеро один миллион 320 тысяч личинок рипуса, 350 тысяч штук карпа и зарыбили озеро Червяное.
Рыбниковское входит в число населённых пунктов, пострадавших в 1957 году от Кыштымской аварии. В связи с этим на территории района осуществляется радиационный контроль за ВУРСом.

## Население
| 1904 | 1926  | 2002  | 2010 | 2021 |
| ---- | ----- | ----- | ---- | ---- |
| 1447 | ↗1721 | ↘1034 | ↘950 | ↘882 |

Структура

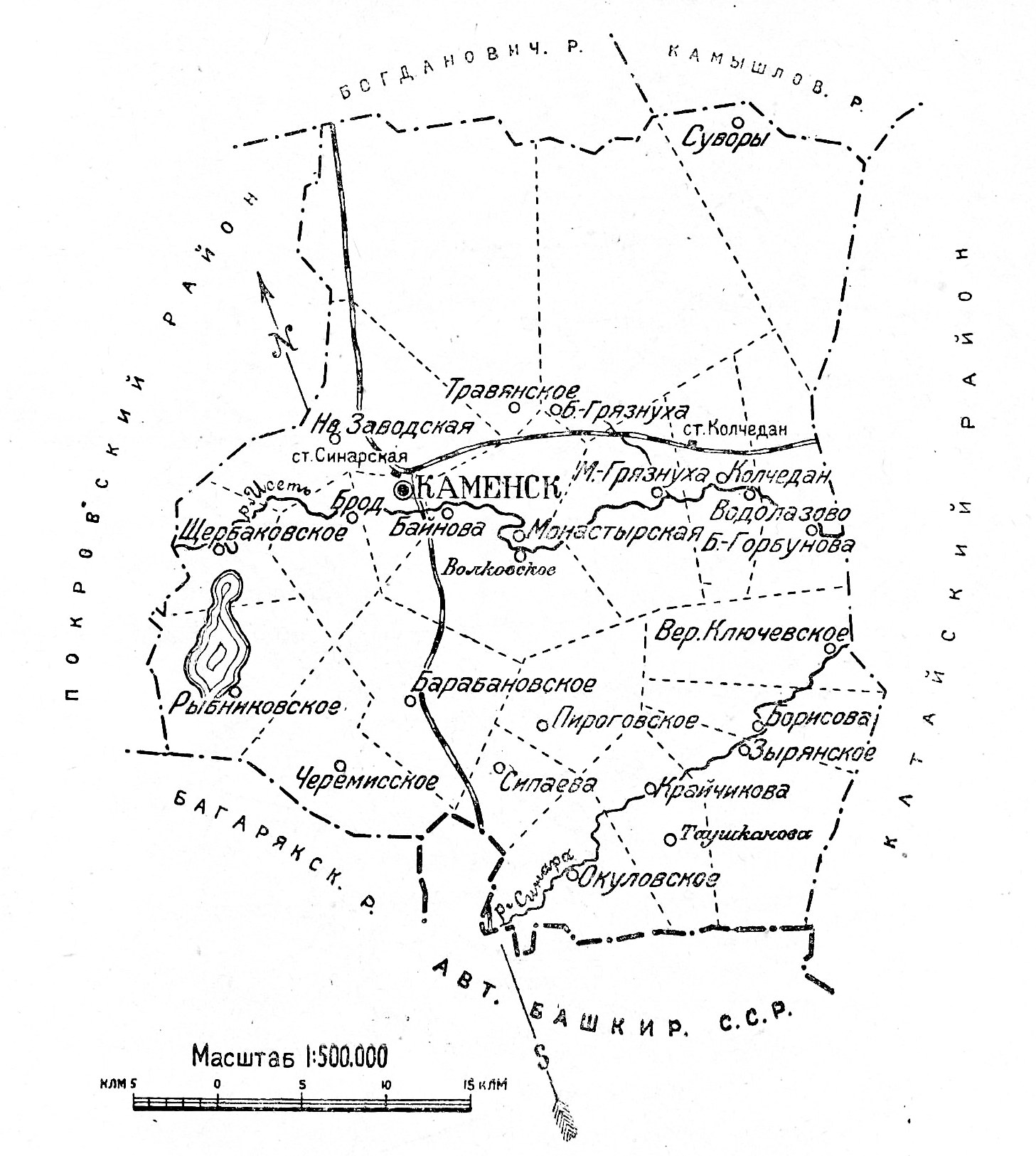
Рыбниковское на схеме Каменского района, 1928 год

- По данным 1904 года, в селе был 261 двор с населением 1447 человек (мужчин — 708, женщин — 739), все русские[11].
- В 1926 году в селе было 380 дворов с населением 1721 человек[5].
- По данным переписи населения 2002 года, русские составляли 96 % от общего числа жителей села[12].
- По данным переписи населения 2010 года, в селе проживали 950 человек — 426 мужчин и 524 женщины[13].

## Инфраструктура
К селу ведёт Рыбниковский тракт. На востоке проходит трасса Екатеринбург — Курган.
Дом культуры построен в 1967 году. В 1925 году изба — читальня располагалась по улице Красноармейская, где проводились массово-политическая и культурно-просветительская работа, массовый отдых и культурное обслуживание населения в целях коммунистического воспитания трудящихся, повышения их общественной и трудовой активности. 1964 году был заложен фундамент под строительство нового дома культуры. 1967 новое здание клуба — просторное, светлое, со сценой и зрительным залом. Руководство приняла Фёдорова Таисия Григорьевна, где одним из основных направлений клубной работы стало развитие народного творчества, расширение видов и жанров художественной самодеятельности, увеличение числа её участников, повышение идейно-художественного уровня репертуара, исполнительского мастерства.
В 1973 году студентами Уральской государственной консерватории имени Мусоргского была создана экспедиция по сбору народных песен Свердловской области. Экспедиция побывала в селе. В итоге песня «Горенка, горенка новая», записанная в селе Рыбниковском вошла в сборник «Ой вы, вздохи мои», вышедший в издательстве «Динамит» в 1995 году. С 1977 года директор дома культуры Хомутов Валерий Степанович. Затем руководство приняла Голикова Лидия Дмитриевна. С 2001 по настоящее время в должности директора дома культуры Абидова Наталья Фёдоровна.
- Рыбниковская средняя общеобразовательная школа,
- Детсад «Золотая рыбка»,
- Рыбниковский центр культуры,
- Рыбниковское ОВП,
- Рыбниковская библиотека,
- Приход во имя иконы Божией матери «Тихвинская»,
- Частные магазины и магазины Каменского РАЙПО[4].

| Список улиц | Список улиц | Список улиц     |
| #           | Тип         | Название        |
| ----------- | ----------- | --------------- |
| 1           | улица       | Блюхера         |
| 2           | улица       | Ворошилова      |
| 3           | улица       | Дмитриева       |
| 4           | улица       | Красина         |
| 5           | улица       | Красноармейская |
| 6           | улица       | Красных Орлов   |
| 7           | улица       | Луначарского    |
| 8           | улица       | Молодёжная      |
| 9           | улица       | Советская       |

## Церковь Иконы Тихвинской Божией Матери

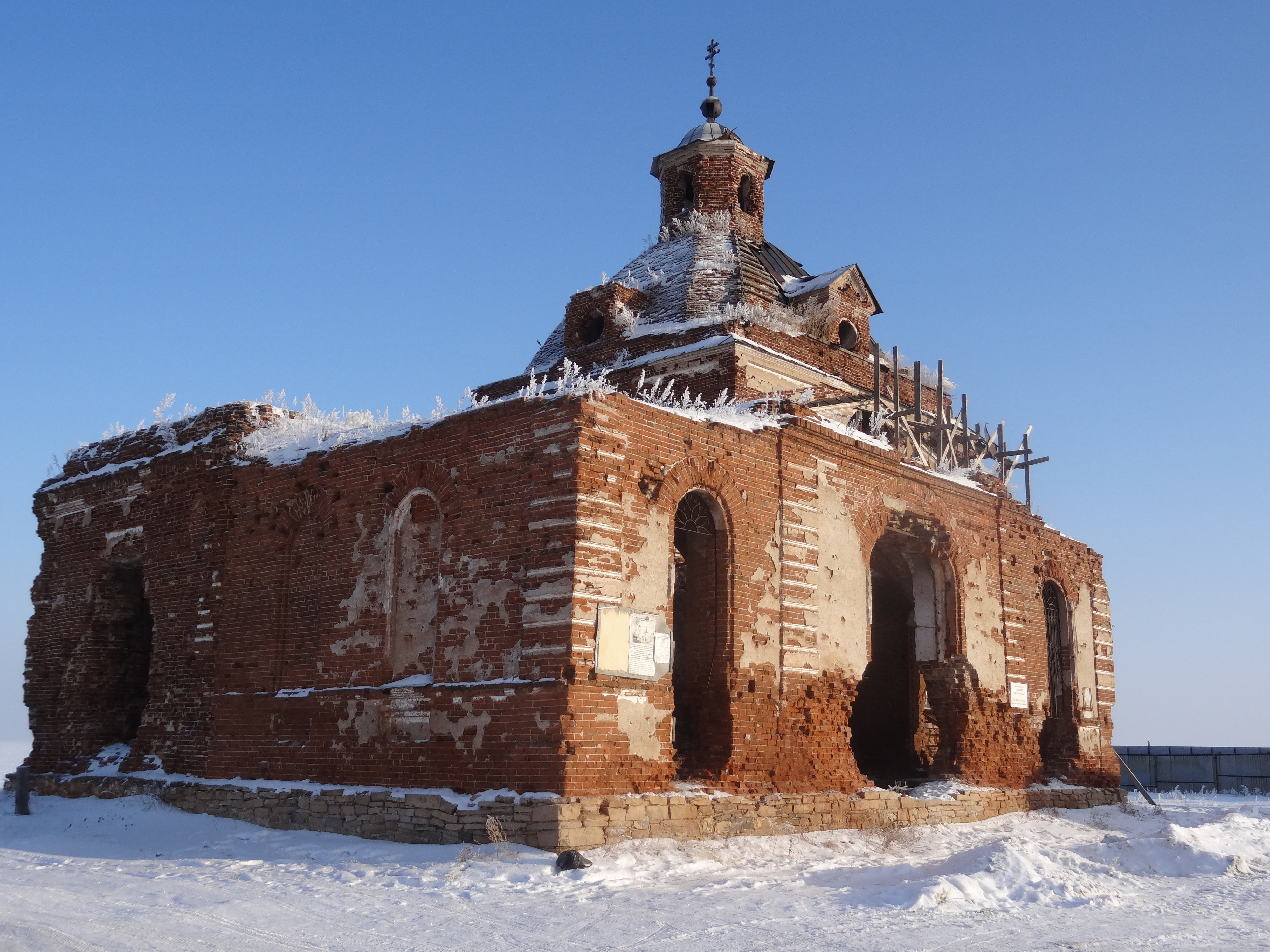
Церковь в 2017 году

Каменный холодный храм — во имя Тихвинской иконы Божией Матери, с тёплым приделом на северной стороне — во имя Архистратига Божия Михаила был заложен был в 1816 году, а освящён придельный — в 1823 году, главный, в честь Тихвинской иконы Пресвятой Богородицы, был освящён в 1839 году. В 1900 году был пристроен и освещён каменный придел и с южной стороны — в честь Иоанна Златоуста, патриарха Константинопольского. В 1847 году ветхий иконостас заменён был новым. В 1864 году храм обнесён каменною с железными решётками оградою; в 1866 году был отремонтирован снаружи, а в 1893 году — снаружи и внутри. В начале XX века церковный причт, в составе священника и псаломщика, пользовался двумя церковными домами в селе.
Церковь была закрыта в 1940 году, священник Старцев, Василий Дмитриевич, 60 лет (1877 г.р.), протоиерей церкви села Рыбниково Каменского района и благочинный церквей Каменского округа, приговорён 27 октября 1937 года к расстрелу. 6 ноября 1937 года приговор был приведен в исполнение, отец Василий расстрелян.
Тихвинская церковь является памятником позднего классицизма и барокко, характерным для уральской храмовой архитектуры XVIII века.
В настоящее время ещё сохранились небольшие фрагменты росписей, храм не восстанавливается.